# Luis Alberto Lacalle
Luis Alberto Lacalle de Herrera (Montevidéu, 13 de julho de 1941) é um advogado e político uruguaio filiado ao Partido Nacional (Uruguai), também conhecido como Partido Blanco. Foi presidente da República Oriental do Uruguai entre 1 de março de 1990 e 1 de março de 1995. É neto de Luis Alberto de Herrera, quem fora líder do Partido Nacional durante quase 50 anos, além de ser o pai do também ex-presidente do Uruguai, Luis Alberto Lacalle Pou.

## Carreira política
Iniciou sua militância acompanhando seu avô Luis Alberto de Herrera nas eleições nacionais de 1958, nas quais o Partido Nacional triunfou amplamente, derrotando ao Partido Colorado (Uruguai).
Em 1964 se formou em advocacia pela Universidad de la República em Montevidéu.
Em 1972 ocupou seu primeiro cargo público ao assumir como deputado por Montevidéu até a dissolução do parlamento pelo golpe de estado de Juan María Bordaberry em 27 de junho de 1973.
Durante o período ditatorial (1973-1985) foi preso e sofreu uma tentativa de envenenamento.
No retorno à democracia em 1985 assumiu pela primeira vez o cargo de senador para o qual havia sido eleito nas eleições nacionais de 1984.
Em 1989 disputou sua primeira candidatura a presidência da República, vencendo seus principais oponentes Jorge Batlle, Jorge Pacheco Areco,  Líber Seregni, e Hugo Batalla. Exerceu  seu mandato de março de 1990 a março de 1995. Durante sua presidência assinou pelo Uruguai o Tratado de Assunção em 26 de março de 1991 que deu origem ao Mercosul: Mercado Comum do Sul.
Voltou a se candidatar à presidência em 1999, mas não conseguiu chegar ao segundo turno. Nessa instância apoiou Jorge Batlle, que acabou sendo eleito presidente ao vencer Tabaré Vázquez da coalização de esquerda Frente Ampla (Uruguai).
Novamente foi candidato à Presidência nas eleições de 2009, e completou sua chapa o senador Jorge Larrañaga, candidato derrotado nas internas partidárias de junho desse mesmo ano. A eleição foi decidida no segundo turno e acabou perdendo diante da chapa José Mujica-Danilo Astori. Entretanto, dado que a legislação eleitoral uruguaia permite se candidatar a mais de um cargo na mesma eleição, conseguiu eleger-se, pela segunda vez, ao senado da República. Cumpriu mandato até 15 de fevereiro de 2015.
Em 2014 abriu mão de uma possível nova candidatura presidencial em favor do seu filho Luis Lacalle Pou, o qual terminou sendo o candidato do Partido Nacional, perdendo no segundo turno diante de Tabaré Vázquez.
Em 2020, seu filho Luis Alberto foi eleito o 42º presidente do Uruguai.

## Família
Casado com  a ex-senadora María Julia Pou, é pai de três filhos: Pilar, Luis Alberto e Juan.